# Radojka Vrančič
Radojka Vrančič, slovenska prevajalka in bibliotekarka, * 27. avgust 1916, Ljubljana, † 1. april 2009.

## Družina
Oče ji je bil pravnik Janko Vrančič, mati ji je bila Ana (roj. Josin).

## Šolanje
V Ljubljani je obiskovala osnovno šolo in mestno žensko realno gimnazijo (1927–1935), v letih 1935−39 pa je na Filozofski fakulteti v Ljubljani študirala romanske jezike, en semester (1938/39) tudi na pariški Sorboni. Diplomirala je na ljubljanski romanistiki leta 1939.

## Delo
V študijskih letih je sodelovala pri organiziranju narodno-obrambnih taborov na Kočevskem in se treh tudi udeležila (1936 Slovenska vas, 1937 Kočevska Reka, 1938 Koprivnik). V času, ko je bila poročena z A. Razingarjem (1941-54) je publicirala pod moževim priimkom. Službovala je v Ljubljani od maja 1945 v prevajalnici Tiskovnega urada, v letih 1946−48 pa je delovala kot knjižničarka v Francoskem inštitutu, ki je bil ukinjen, potem ko je bil iz tedanje države odslovljen njegov direktor Jean-Yves Lacroix.
Delovala je tudi v NUK-u, od leta 1948 je bila vodja francoske zbirke, od leta 1963 pa vodja oddelka za delo z obiskovalci. Do leta 1981, ko se je upokojila, je opravljala tudi delo glavne informatorke. Bila je tudi članica Društva bibliotekarjev Sje in Društva slovenskih književnih prevajalcev. O knjižničarstvu je pisala strokovna besedila. Napisala je skripto Uporaba knjižničnega gradiva in informacijska služba v knjižnici (1969), v reviji Knjižnica pa je objavljenih tudi nekaj njenih člankov (npr. Informacijska služba v znanstvenih knjižnicah, 1970). Predavala je tudi na knjižničnih tečajih.
Velik del svojega življenja pa je posvetila prevajalstvu. Osrednji del njenih prevodov iz francoščine v slovenščino predstavlja ciklus sedmih romanov Iskanje izgubljenega časa Marcela Prousta, ki mu je Vrančičeva posvetila vsaj tri desetletja in pol. Gre za eno največjih prevajalskih del 20. stoletja v Sloveniji. Prva knjiga V Swannovem svetu je izšla leta 1963, zadnja Spet najdeni čas pa leta 1997.
Med njenimi prevodnimi deli klasičnih francoskih avtorjev velja omeniti Laclosova Nevarna razmerja (1963) in Stendhalovo Armance (1965). Leta 1999 je skupaj z Marijo Javoršek prevedla Heptaméron (Marguerite d'Angoulême).  Prevajala je tudi prozna dela: Vrat v zanki (Dorgelès, 1957), 325000 frankov (Roger Vailland), Jonas ali kako umetnik dela (Albert Camus, 1962), Čez mesec, leto dni (F. Sagan, 1963); še posebej pri tem velja omeniti prevoda del Zeleni pečatni vosek (v: Potovanje po veliki Garabaniji, 1955) in Claudinin dom (1991) njej ljube pisateljice Colette. Med njenimi prevodi najdemo tudi gledališka dela Jeana Giradouxa (Amphitryon 38), Jeana Anouilha (Ples tatov) ter Alberta Camusa (Nesporazum). Ogromno število prevodov pa je ostalo v težko dostopnih gledaliških edicijah in radijskih posnetkih. 
Njen prevajalski opus obsega tudi številne prevode iz slovenščine v francoščino. Med literarnimi besedili je treba omeniti Kosmačevega Tantadruja in prevode dramskih besedil za radijske priredbe: Cankarjevega Kurenta, Hiengovo Cortesovo vrnitev in Vugove Steze do polnoči. Prevajala je tudi za revijo Le livre slovène.

## Nagrade, priznanja, odlikovanja
Za prevajalske dosežke je prejela dve Sovretovi nagradi (1972, 1988) ter nagrado Prešernovega sklada za prevajanje Prousta (1977), pa tudi odlikovanji: slovensko – Red dela z zlatim vencem, in francosko – Ordre des palmes académiques (obe leta 1975). Za izjemne uspehe na bibliotekarskem področju je leta 1973 prejela Čopovo diplomo. Bila je častna članica Društva slovenskih književnih prevajalcev (1998). Po njej je od leta 2013 poimenovano Priznanje Radojke Vrančič za mlade prevajalce (do 35 let starosti).

## Objave, pomembna dela

### Objavljeni knjižni prevodi
- Colette, Sidonie Gabrielle: Moja mati in župnik. Naši razgledi, 1954.
- Colette, Sidonie Gabrielle: Roka. Naši razgledi, 1954.
- Colette, Sidonie Gabrielle: Zeleni pečatni vosek. V: Potovanje po veliki Garabaniji. Obzorja, 1955.
- Sagan, Françoise: Čez mesec, leto dni… .TT, 1958 (10.IX), št. 36.
- Stele, France: Ivan Grohar. Državna založba Slovenije, 1960.
- Giraudoux, Jean: Amfitrion 38 (Amphitryon 38). V: Tri drame. Cankarjeva založba, 1961.
- Camus, Albert: Jonas ali kako umetnik dela (Jonas ou l'artiste au travail). V: Albert Camus: Novele. Državna založba Slovenije, 1962.
- Kott, Jan: Kralj Lear ali z drugimi besedami "Konec poti". Gledališki list Drama, 1963, št. 1.
- Laclos, Pierre: Nevarna razmerja (Les liaisons dangereuses), Cankarjeva založba, 1963 (ponatisa: 1972, 1987).
- Proust, Marcel: Iskanje izgubljenega časa I. V Swannovem svetu. (Du côté de chez Swann). Državna založba Slovenije, 1963.
- Anouilh, Jean: Ples tatov (Le bal des voleurs). PS, 1966.
- Kosmač, Ciril: Tantadruj. V: Nouvelles slovènes. Seghers, 1969.
- Proust, Marcel: Iskanje izgubljenega časa 1. V Swannovem svetu. (Du côté de chez Swann). Cankarjeva založba, 1970 (ponatis: 1987).
- Lombard, Jean-Charles: Zgubljeni koraki (Les pas perdus). Državna založba Slovenije, 1972.
- Proust, Marcel: Iskanje izgubljenega časa 2. V senci cvetočih deklet (A l'ombre des jeunes filles en fleurs). Državna založba Slovenije, 1976.
- Proust, Marcel: Iskanje izgubljenega časa 3. Svet Guermantskih (Le côté de Guermantes). Državna založba Slovenije, 1987.
- Proust, Marcel: Iskanje izgubljenega časa 4. Sodoma in Gomora (Sodome et Gomorrhe). Državna založba Slovenije, 1991.
- Proust, Marcel: Combray. Državna založba Slovenije, 1991 (ponatis: 1994)
- Proust, Marcel: Iskanje izgubljenega časa 5. Jetnica (La prisonnière). Državna založba Slovenije, 1995.
- Proust, Marcel: Iskanje izgubljenega časa 6. Ubežnica (La fugitive). DZS, 1996.
- Proust, Marcel: Iskanje izgubljenega časa 1. V Swannovem svetu. (Du côté de chez Swann). Državna založba Slovenije, 1996.
- Proust, Marcel: Iskanje izgubljenega časa 7. Spet najdeni čas (Le temps retrouvé). Državna založba Slovenije, 1997.

### Prevodi za gledališče
- Salacrou, Armand: Noči jeze (Nuits de colère). PGK, 1957.
- Camus, Albert: Nesporazum (Le malentendu). SLG Celje, 1960.
- Giraudoux, Jean: Amfitrion 38 (Amphitryon 38). Ad hoc, 1962.
- Anouilh, Jean: Ardèle ali marjetica (Ardèle ou la marguerite). Gledališki list MGL, 1965/66, št. 1.
- Anouilh, Jean: Ples tatov (Le bal des voleurs). SMG, 1965.
- Anouilh, Jean: Dragi Antoine ali zavožena ljubezen (Cher Antoine ou l'amour raté). MGL, 1970.
- Anouilh, Jean: Orkester (L'orchestre). SNGLj, 1971.
- Lombard, Jean-Charles: Zgubljeni koraki (Les pas perdus). SNGLj, 1973.